# Prusias ad Hypium
Prusias ad Hypium era una città nell'antica Bitinia, e successivamente nella provincia tardo romana di Honorias, e un vescovato che era suffraganeo di Claudiopolis a Honoriade. Prima della sua conquista da parte del re Prusia I di Bitinia era chiamato Cierus o Kieros (in greco antico: Κίερος?). Fozio scrive che si chiamava Kieros, dal fiume che scorre accanto ad essa.

## Localizzazione
Il sito si trova vicino al villaggio Konuralp, 8 km a nord di Düzce, sulla strada per Akçakoca, nella Turchia nordoccidentale.

## Storia
L'insediamento, inizialmente chiamato "Hypios", fu ribattezzato in seguito "Kieros". Secondo lo scrittore storico greco antico Memnone di Eraclea (I secolo circa), il re Prusia I di Bitinia (r. 228-182 a.C.) conquistò la città di Kieros dagli Eraclei, la unì ai suoi domini e ne cambiò il nome in "Prusias". Plinio e Tolomeo la menzionano semplicemente, uno ai piedi del Monte Ipio, l'altro a est del fiume Ipio. Era un'importante città sulla strada tra Nicomedia (odierna İzmit) al Propontis e Amastris (Amasra) al Euxine nella regione del Ponto.
Intorno al 74 d.C., il controllo della regione, e quindi della città, fu preso dall'Impero Romano. Da quel momento in poi fu chiamata "Prusias ad Hypium". La città è cresciuta da quattro a dodici phylai (clan) durante il periodo romano fino al II secolo. Tre imperatori romani, Adriano (r. 117–138), Caracalla (r. 198–217) ed Eliogabalo (r. 218–222) visitarono la città nell'Asia Minore nord-occidentale. Già dopo il regno di Vespasiano (r. 69-79), la città divenne autonoma negli affari interni, coniava monete proprie, rimanendo dipendente da Roma in politica estera. All'inizio del V secolo, la città entrò a far parte della nuova provincia tardo romana di Honorias e, dopo il 451 d.C., perse la sua ricchezza verso la fine del periodo bizantino.
Nel 1323, la città fu conquistata dall'impero Bizantino da Osman Ghazi (r. 1299-1323/4), il fondatore dell'Impero Ottomano. Osman Ghazi ha consegnato il controllo della città al suo comandante Konur Alp Bey. Nel periodo ottomano, il centro della città fu abbandonato e l'insediamento fu chiamato "Üskübü". Durante il periodo ottomano, la cultura islamica divenne prevalente.
Con l'inizio dell'era repubblicana (dopo il 1923), il nome della città fu cambiato in "Konuralp". Il nome "Üskübü" è ancora usato tra gli abitanti.

## Archeologia
Nel XIX secolo, i viaggiatori di passaggio in città scoprirono frammenti archeologici, esistono delle lettere ufficiali conservate negli Archivi Ottomani che parlano reperti archeologici. Il trasporto di una scultura in marmo ai Musei Archeologici di Istanbul nel 1893-1894 è menzionato nei documenti. I documenti datati 1903 e 1909 si riferiscono a regolamenti per il riutilizzo e per assicurare il trasporto dei reperti archeologici fino alla loro consegna al governo.
Degli scavi archeologici scientifici sono stati condotti dal Dipartimento di Archeologia dell'Università di Düzce con il patrocinio del Museo Konuralp e con il sostegno del Comune di Düzce.
La pianta della città non è nota. I resti dei reperti archeologici indicano che l'insediamento aveva le caratteristiche di una polis ellenistica. I principali ritrovamenti sono parte dei bastioni, una porta della città, un teatro all'aperto, un acquedotto ed un ponte romano. Parti dell'antica città si trovano sono sotto gli edifici del moderno insediamento di architettura vernacolare.
Secondo le iscrizioni trovate nel sito, nell'antica città esistevano un gymnasium e un'agorà. La loro posizione e la loro pianta rimangono sconosciuti. Un'iscrizione cita i benefattori che hanno contribuito con le loro donazioni ai lavori di costruzione e ristrutturazione dell'agorà. Un altro edificio pubblico della città, di cui non si conosce l'ubicazione, sono i bagni pubblici di Domizio, citato nell'iscrizione d'onore eretta per il figlio di M. Iulius Cabinius Sacerdos di Prusias. Una strada colonnata corre a sud-ovest dal ponte romano. Sul sito si trovano frammenti architettonici come trabeazioni, archi, frontoni, pavimenti e sistemi fognari. Un bagno pubblico e un acquedotto risalgono al primo periodo ottomano.

### Mura della città e "Porta del cavallo"

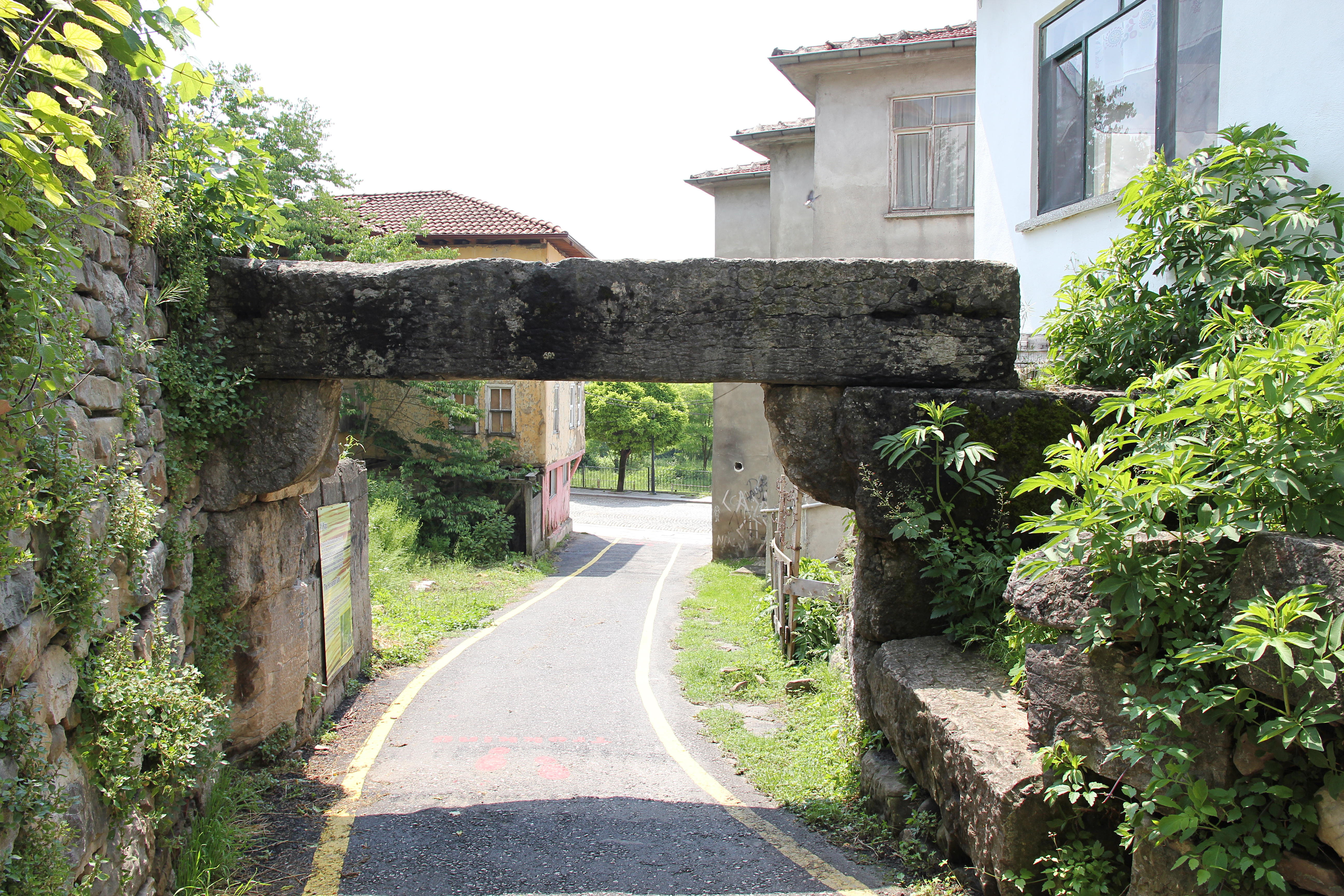
La "Porta del Cavallo"

I bastioni della città furono costruiti in modo adeguato alla topografia del terreno. Le mura occidentali della città sono alte 4,70 m per una lunghezza di 118 m. Le mura furono costruite durante il periodo romano - ellenistico in conci. Alcune pietre tagliate furono riutilizzate nell'altare e in altri elementi architettonici durante le ristrutturazioni nell'impero bizantino. All'estremità occidentale delle mura c'è un ingresso costruito con blocchi di pietra riutilizzati. Circa 200 m delle mura della città bizantina sono ancora in piedi. Queste mura iniziano proprio attraverso l'antico ponte situato ai margini della strada per Akçakoca e corrono fino a Hamam Street. Alcuni dei muri rimasti sono integrati nei giardini delle case moderne. Ci sono anche mura risalenti al periodo ottomano sulle parti alte del pendio dove fu fondata la città.
Le monete dell'epoca dell'imperatore romano Gallieno (r. 253–268) raffigurano la porta principale della città con due torri, oggi non più esistente.  La "Porta del Cavallo", che oggi si trova all'interno dell'insediamento Konuralp, e i suoi bastioni sono classificati monumenti di primo grado. Le mura della città sono state ristrutturate in periodi diversi riutillizando antiche inscrizioni. L'architrave del portale è in pietra calcarea locale. Si tratta di una stele tombale riutilizzata, con un'iscrizione in greco antico dedicata alla madre di un prusiano con un rilievo di un cavallo. La cinta muraria che si estende in direzione sud-est dalla porta è collegata a una torre a pianta quadrata. C'è un piccolo portale, formato da blocchi di pietra inscritti riutilizzati, sulle pareti meridionali.

### Anfiteatro

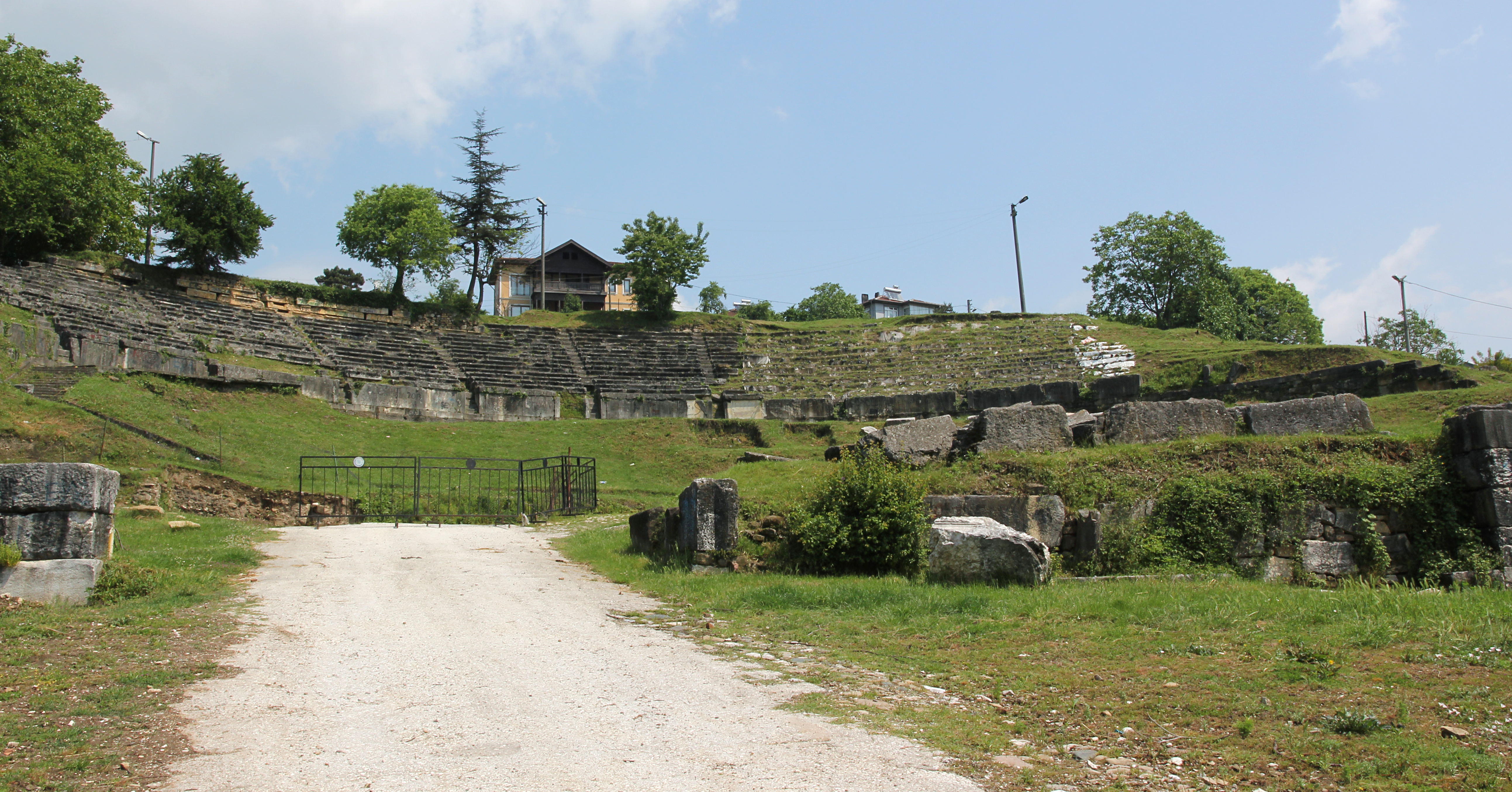
Anfiteatro

L'anfiteatro, chiamato localmente "Le Quaranta scale", fu costruito nel centro della città durante il periodo ellenistico (300 - 30 a.C.), e fu ampliato in epoca romana (30 a.C. - 300 d.C.). Il teatro con le dimensioni di 100 m × 74 m (copre un'area di 5 978 metri quadrati). La cavea si trova sul fianco della collina ed è orientata a sud. Aveva una capacità di 10 000 spettatori con un totale di 36 file di posti a sedere in tre cavee, che sono separate da corridoi, di cui solo 17 file nella sezione inferiore e 15 file nella sezione superiore sono oggi conservate. I lati delle file di sedili alle navate radiali sono decorati con figure di Alchemilla.

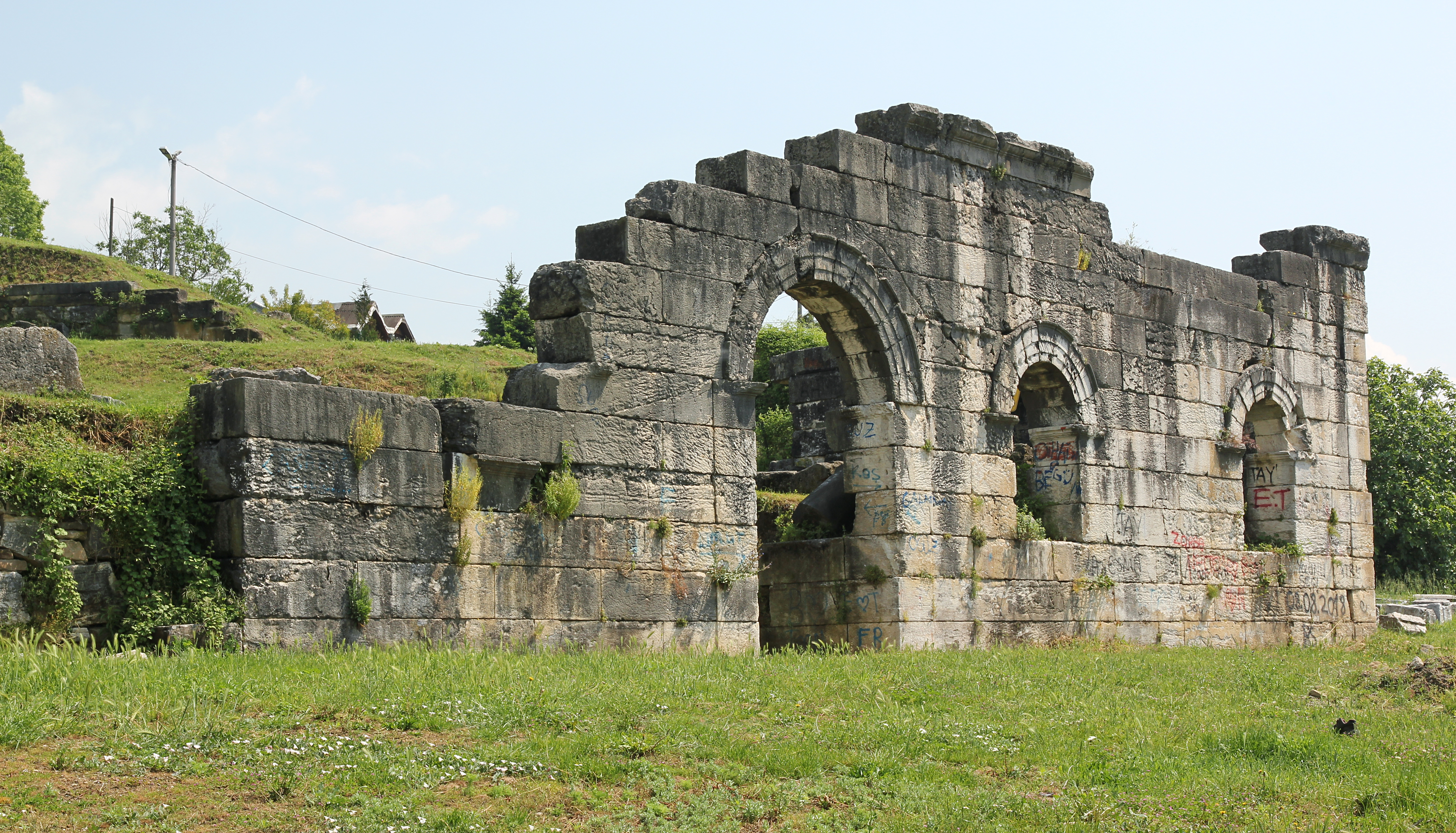
Scaenae frons, la facciata dietro la scena.

La scaenea, il palcoscenico del teatro, ha pianta rettangolare. Due finestre ed una porta ad arco delle scaene frons (frontescena) così come i parodoi stanno saldamente all'esterno del palcoscenico. L'anfiteatro risale al periodo di transizione tra quello ellenistico e quello romano poiché l'ingresso in scena non è comune nell'architettura dei teatri della Grecia antica. La cavea fu costruita nel I secolo e la scaenae fu aggiunta nel 190 d.C.

### Ponte romano

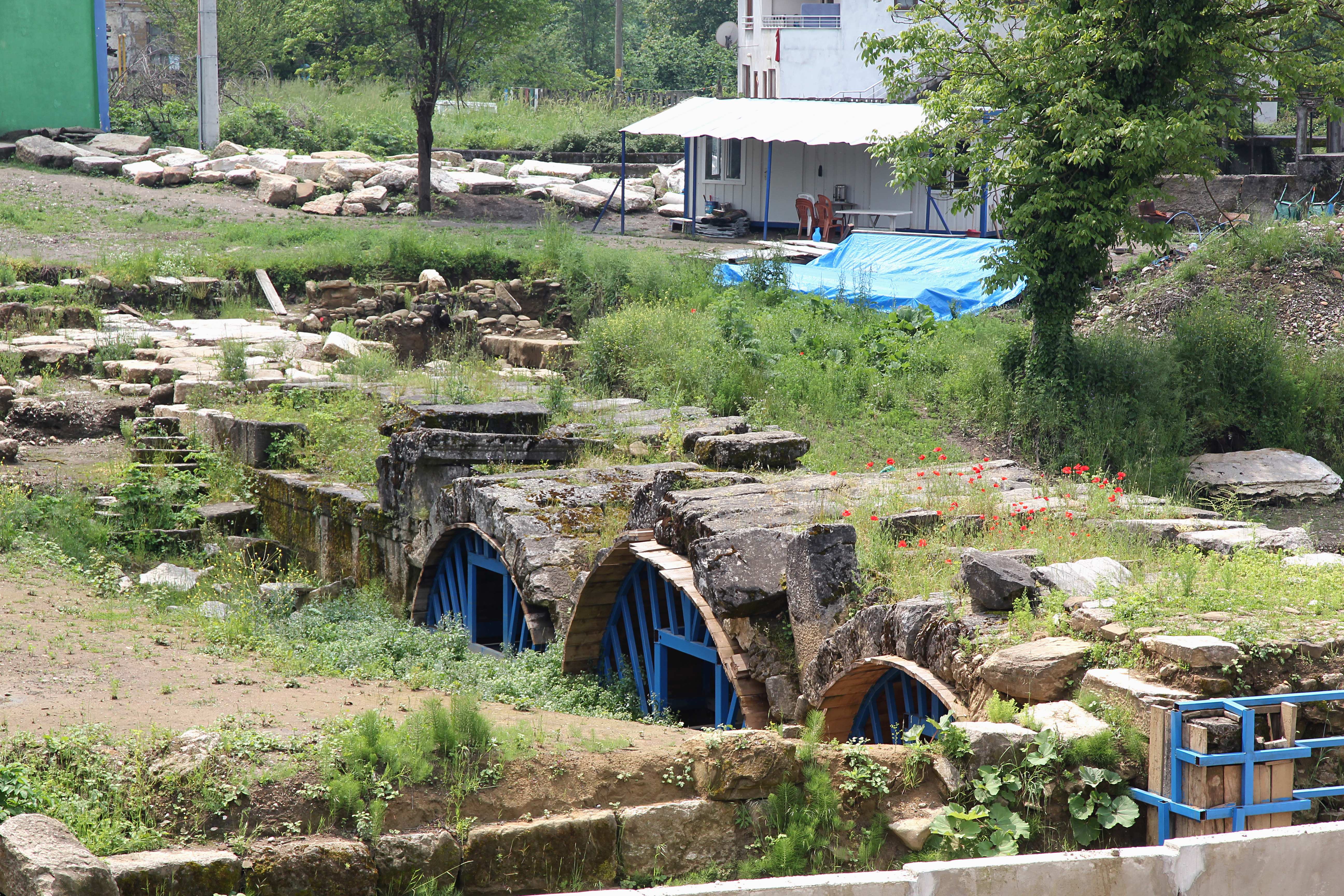
Il "ponte romano" in restauro

Un ponte a tre archi lungo 10 m costruito nel 74 a.C. situato fuori dalle mura della città a ovest attraversando il fiume Ipio (l'odierno "Melen") è uno dei più antichi ponti intatti in Turchia costruiti dall'Impero Romano. La lunghezza totale del "ponte romano" è di 30,25 m. È largo 4,80 m ed alto 3,17 m. È costruito a secco con dei blocchi di marmo bianco. La lunghezza originale del ponte era di 39,20 m. Il restauro del ponte, dopo che un'alluvione ne ha rovinato la pavimentazione, è stato completato nel 2019.

### Strada colonnata
Una strada colonnata che corre tra la città e il ponte romano è stata scoperta nel 1974 durante i lavori di costruzione di un canale di irrigazione nel tratto meridionale della superstrada Düzce - Akçakoca D-655. Alcuni elementi architettonici come l'architrave, i frammenti di colonne, i blocchi a volta e gli archi sono depositati nel Museo Konuralp.

### Acquedotto di Kemerkasım
Un acquedotto era situato nel vicino villaggio di Kemerkasım. All'inizio del II secolo d.C., P. Domizio Iulianus aiutò finanziariamente a portare l'acqua in città e nel III secolo un nobile Gavinius Sacerdos sovvenzionò il sistema di distribuzione dell'acqua. Undici tratti di sostegno del vecchio sistema idrico della città, l'acquedotto Kemerkasım, sono sopravvissuti fino ai giorni nostri. L'acquedotto era fatto di calcestruzzo.

### Necropoli
La necropoli della città antica, di epoca romana, con elaborati monumenti tombali, si trova su tre colline nel borgo di Şehit Hüseyin Kıl nelle vicinanze di Konuralp. Copre un'area di 173697 m2. I manufatti trovati in questo sito, come un sarcofago inghirlandato, una statua d'epoca romana, stele, blocchi di pietra e pezzi di terracotta, sono esposti nel Museo Konuralp.

## Museo di Konuralp
Il vicino Museo Konuralp, istituito nel 2003 per preservare il patrimonio culturale dell'antica città di Prusias ad Hypium, contiene un totale di 6237 reperti tra cui 1848 archeologici, 491 etnografici e 3898 monete.

### Statua di Tyche

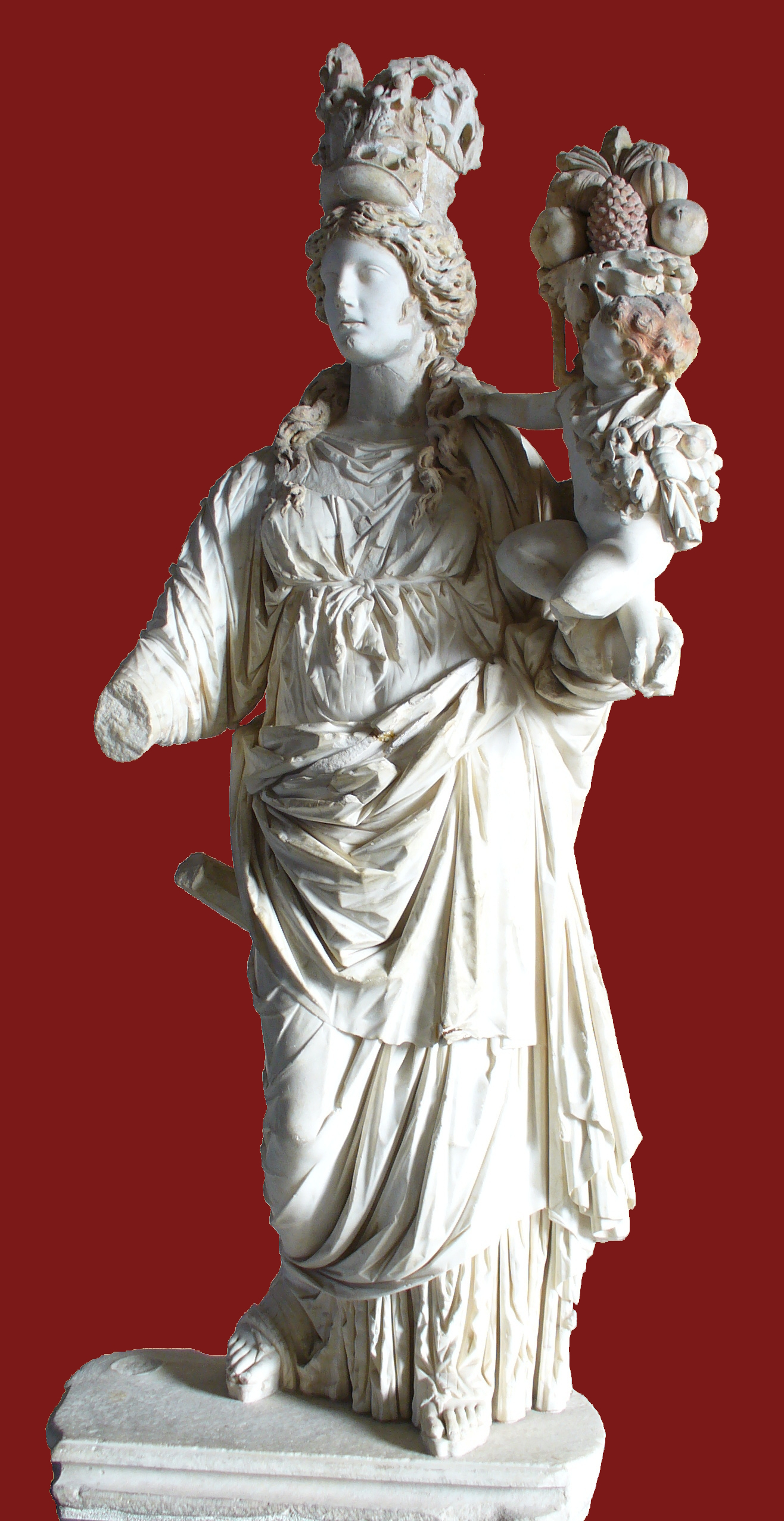
Statua di Tyche

Una statua di Tyche, la divinità tutelare che presiedeva la fortuna e la prosperità di una città, fu scoperta nel 1931. La statua originale, datata al IV secolo d.C., è esposta dopo il restauro nei Musei Archeologici di Istanbul, e una copia di essa si trova nel Museo Konuralp.

### Mosaico pavimentale

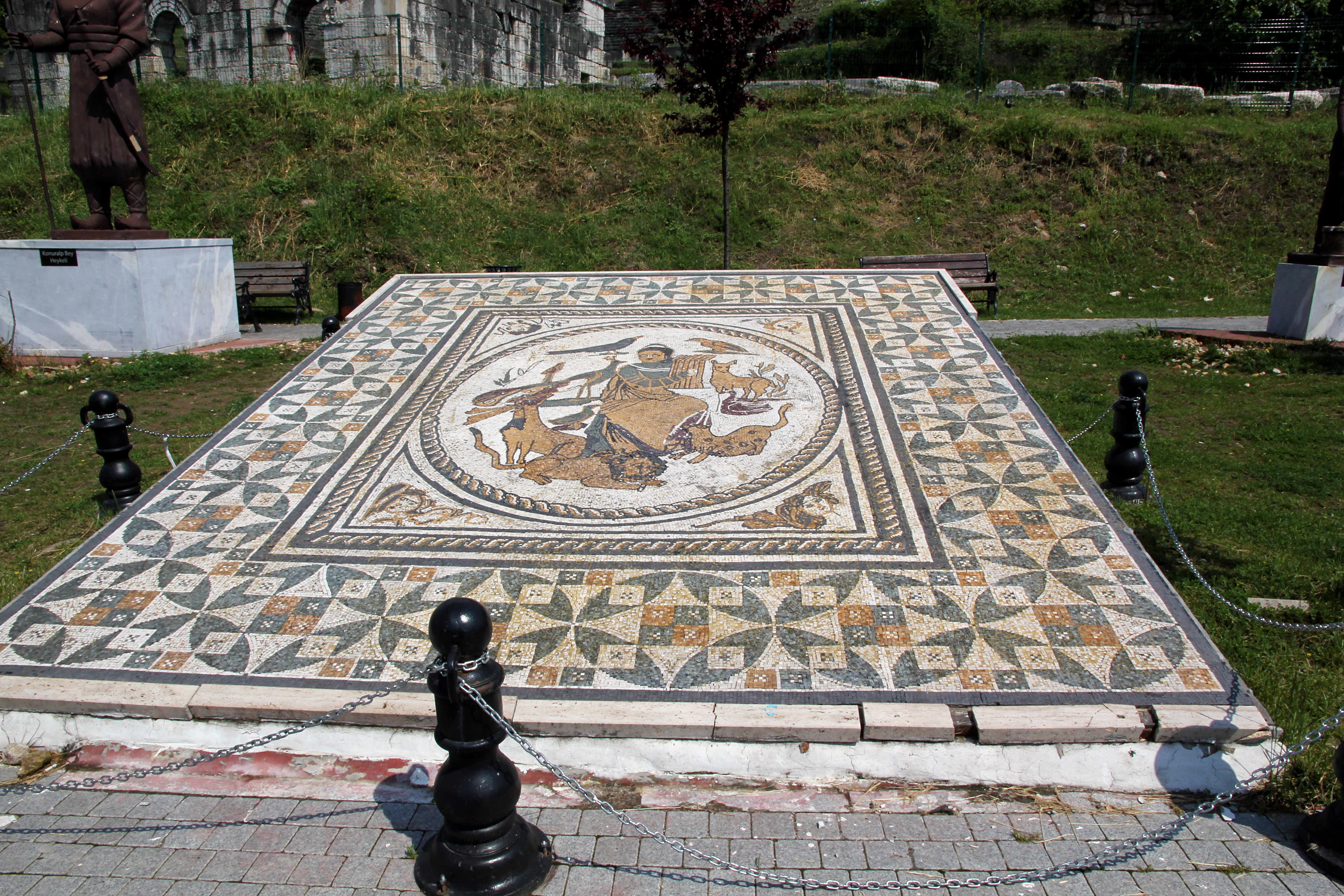
Mosaico di Orfeo

Un mosaico pavimentale raffigurante Orfeo, un leggendario musicista, poeta e profeta nell'antica religione greca, con le Stagioni è stato portato alla luce nel sud della città antica nel 1998. Dopo i lavori di restauro è stata collocata nel museo.
Nel 2016, un altro mosaico pavimentale è stato portato alla luce all'interno di una villa in rovina, risalente al periodo romano del 300-400 d.C., nel villaggio di Aynalı a circa 3 km dalla città antica. Raffigura Achille, eroe della guerra di Troia, e sua madre Teti.

### Sarcofago inghirlandato

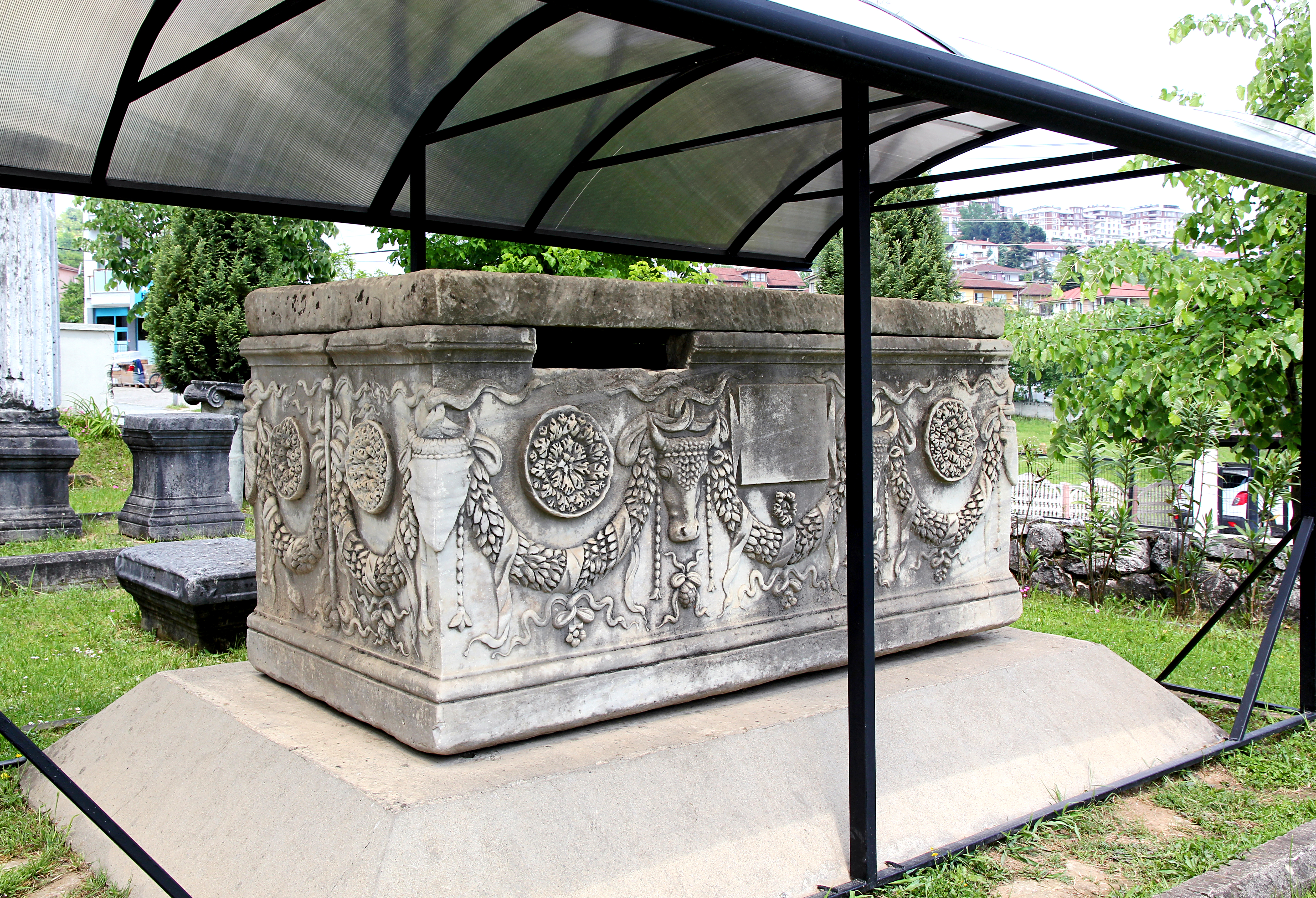
Sarcofago inghirlandato

Un grande sarcofago inghirlandato è stato trovato nella necropoli situata sulla collina a ovest di Konuralp nel 1937. I lati lunghi del sarcofago sono decorati con rilievi di bucranii inghirlandati. La sua parte inferiore presenta rilievi di diversi animali come maiali, leoni, aquile e uccelli da pesca.

## Sede Vescovile
La città divenne sede vescovile nel IV secolo. Il vescovo Giorgio partecipò al primo concilio di Nicea nel 325 d.C. e il vescovo Olimpio prese parte al concilio di Calcedonia (451 d.C.)
Sono noti molti dei suoi vescovi:
- Giorgio I (non Esichio, come scrive Le Quien), nel 325;
- Olimpio  nel 451;
- Domizio nel 681;
- Teofilo nel 787;
- Costantino nell'869;
- Leone nell'879;

- San Paolo, martirizzato dagli iconoclasti nel IX secolo.[13]

Non si sa quando questa sede vescovile sia scomparsa; esisteva ancora nel X secolo, è una sede soppressa del patriarcato di Costantinopoli e una sede titolare della Chiesa cattolica.